# NGC 2702
NGC 2702 – gwiazda znajdująca się w gwiazdozbiorze Hydry. Zaobserwował ją Wilhelm Tempel w 1876 roku i błędnie sklasyfikował jako obiekt typu „mgławicowego”.